# Ischnura oreada
Ischnura oreada – gatunek ważki z rodziny łątkowatych (Coenagrionidae). Endemit Nowej Gwinei, znany tylko z okazów typowych odłowionych w 1938 roku na trzech stanowiskach w Górach Centralnych.